# Ноттингем 1936
Ноттингемский шахматный турнир 1936 года — один из наиболее грандиозных турниров в истории шахмат с участием пяти чемпионов мира: от 68-летнего Эмануила Ласкера, для которого он стал последним, до 25-летнего Михаила Ботвинника.

## Ход турнира
Турнир организован шахматным клубом Ноттингема и стал самым значительным шахматным соревнованием в Англии с 1899. 15 участников, в том числе чемпион мира Макс Эйве, 3 экс-чемпиона мира — Эмануил Ласкер, Хосе Рауль Капабланка и Александр Алехин, 4 наиболее талантливых молодых шахматиста, претендента на мировое первенство — Михаил Ботвинник, Самуэль Решевский, Ройбен Файн и Саломон Флор. Интерес к турниру усиливался тем, что некоторые из его сильнейших участников никогда ранее не играли друг с другом.
Вначале лидировали М. Эйве (6 очков из 7) и М. Ботвинник, затем вместо Эйве лидером стал Х. Р. Капабланка, который вместе с Ботвинником разделил первое-второе места — по 10 очков.

Ботвинник был настоящим лидером турнира, он провёл его с большим блеском и без единого поражения.— «Правда», 29.08.1936
Ноттингемский турнир стал последним турниром в шахматной карьере Эм. Ласкера (7—8 место). Капабланка, выиграв второй за этот год крупный международный турнир (первым был турнир в Москве), снова заставил о себе говорить как об одном из главных претендентов на мировую шахматную корону. Чемпион мира Макс Эйве, отстав от победителей только на пол-очка, в целом подтвердил своё реноме и доказал, что победил Алехина и владеет титулом не случайно. Что касается Михаила Ботвинника, то для него этот турнир стал очевидным триумфом и он также был признан мировой шахматной общественностью в качестве одного из основных претендентов на звание чемпиона мира.

## Примечательные партии
Партия Ботвинник — Тартаковер отмечена первым призом «за красоту»:

### М. Ботвинник — С. Тартаковер
|   | a | b | c | d | e | f | g | h |   |
| - | --- | --- | --- | --- | --- | --- | --- | --- | - |
| 8 | a8 чёрная ладья · e8 чёрная ладья · a7 чёрная пешка · b7 чёрная пешка · e7 чёрный конь · f7 чёрная пешка · g7 чёрный король · c6 чёрный ферзь · d6 белый конь · e6 чёрный слон · f6 чёрный конь · h6 чёрная пешка · c5 белая пешка · e5 чёрная пешка · e4 белая пешка · e3 белый слон · h3 белая пешка · a2 белая пешка · b2 белая пешка · g2 белый слон · c1 белая ладья · d1 белый ферзь · f1 белая ладья · g1 белый король | a8 чёрная ладья · e8 чёрная ладья · a7 чёрная пешка · b7 чёрная пешка · e7 чёрный конь · f7 чёрная пешка · g7 чёрный король · c6 чёрный ферзь · d6 белый конь · e6 чёрный слон · f6 чёрный конь · h6 чёрная пешка · c5 белая пешка · e5 чёрная пешка · e4 белая пешка · e3 белый слон · h3 белая пешка · a2 белая пешка · b2 белая пешка · g2 белый слон · c1 белая ладья · d1 белый ферзь · f1 белая ладья · g1 белый король | a8 чёрная ладья · e8 чёрная ладья · a7 чёрная пешка · b7 чёрная пешка · e7 чёрный конь · f7 чёрная пешка · g7 чёрный король · c6 чёрный ферзь · d6 белый конь · e6 чёрный слон · f6 чёрный конь · h6 чёрная пешка · c5 белая пешка · e5 чёрная пешка · e4 белая пешка · e3 белый слон · h3 белая пешка · a2 белая пешка · b2 белая пешка · g2 белый слон · c1 белая ладья · d1 белый ферзь · f1 белая ладья · g1 белый король | a8 чёрная ладья · e8 чёрная ладья · a7 чёрная пешка · b7 чёрная пешка · e7 чёрный конь · f7 чёрная пешка · g7 чёрный король · c6 чёрный ферзь · d6 белый конь · e6 чёрный слон · f6 чёрный конь · h6 чёрная пешка · c5 белая пешка · e5 чёрная пешка · e4 белая пешка · e3 белый слон · h3 белая пешка · a2 белая пешка · b2 белая пешка · g2 белый слон · c1 белая ладья · d1 белый ферзь · f1 белая ладья · g1 белый король | a8 чёрная ладья · e8 чёрная ладья · a7 чёрная пешка · b7 чёрная пешка · e7 чёрный конь · f7 чёрная пешка · g7 чёрный король · c6 чёрный ферзь · d6 белый конь · e6 чёрный слон · f6 чёрный конь · h6 чёрная пешка · c5 белая пешка · e5 чёрная пешка · e4 белая пешка · e3 белый слон · h3 белая пешка · a2 белая пешка · b2 белая пешка · g2 белый слон · c1 белая ладья · d1 белый ферзь · f1 белая ладья · g1 белый король | a8 чёрная ладья · e8 чёрная ладья · a7 чёрная пешка · b7 чёрная пешка · e7 чёрный конь · f7 чёрная пешка · g7 чёрный король · c6 чёрный ферзь · d6 белый конь · e6 чёрный слон · f6 чёрный конь · h6 чёрная пешка · c5 белая пешка · e5 чёрная пешка · e4 белая пешка · e3 белый слон · h3 белая пешка · a2 белая пешка · b2 белая пешка · g2 белый слон · c1 белая ладья · d1 белый ферзь · f1 белая ладья · g1 белый король | a8 чёрная ладья · e8 чёрная ладья · a7 чёрная пешка · b7 чёрная пешка · e7 чёрный конь · f7 чёрная пешка · g7 чёрный король · c6 чёрный ферзь · d6 белый конь · e6 чёрный слон · f6 чёрный конь · h6 чёрная пешка · c5 белая пешка · e5 чёрная пешка · e4 белая пешка · e3 белый слон · h3 белая пешка · a2 белая пешка · b2 белая пешка · g2 белый слон · c1 белая ладья · d1 белый ферзь · f1 белая ладья · g1 белый король | a8 чёрная ладья · e8 чёрная ладья · a7 чёрная пешка · b7 чёрная пешка · e7 чёрный конь · f7 чёрная пешка · g7 чёрный король · c6 чёрный ферзь · d6 белый конь · e6 чёрный слон · f6 чёрный конь · h6 чёрная пешка · c5 белая пешка · e5 чёрная пешка · e4 белая пешка · e3 белый слон · h3 белая пешка · a2 белая пешка · b2 белая пешка · g2 белый слон · c1 белая ладья · d1 белый ферзь · f1 белая ладья · g1 белый король | 8 |
| 7 | a8 чёрная ладья · e8 чёрная ладья · a7 чёрная пешка · b7 чёрная пешка · e7 чёрный конь · f7 чёрная пешка · g7 чёрный король · c6 чёрный ферзь · d6 белый конь · e6 чёрный слон · f6 чёрный конь · h6 чёрная пешка · c5 белая пешка · e5 чёрная пешка · e4 белая пешка · e3 белый слон · h3 белая пешка · a2 белая пешка · b2 белая пешка · g2 белый слон · c1 белая ладья · d1 белый ферзь · f1 белая ладья · g1 белый король | a8 чёрная ладья · e8 чёрная ладья · a7 чёрная пешка · b7 чёрная пешка · e7 чёрный конь · f7 чёрная пешка · g7 чёрный король · c6 чёрный ферзь · d6 белый конь · e6 чёрный слон · f6 чёрный конь · h6 чёрная пешка · c5 белая пешка · e5 чёрная пешка · e4 белая пешка · e3 белый слон · h3 белая пешка · a2 белая пешка · b2 белая пешка · g2 белый слон · c1 белая ладья · d1 белый ферзь · f1 белая ладья · g1 белый король | a8 чёрная ладья · e8 чёрная ладья · a7 чёрная пешка · b7 чёрная пешка · e7 чёрный конь · f7 чёрная пешка · g7 чёрный король · c6 чёрный ферзь · d6 белый конь · e6 чёрный слон · f6 чёрный конь · h6 чёрная пешка · c5 белая пешка · e5 чёрная пешка · e4 белая пешка · e3 белый слон · h3 белая пешка · a2 белая пешка · b2 белая пешка · g2 белый слон · c1 белая ладья · d1 белый ферзь · f1 белая ладья · g1 белый король | a8 чёрная ладья · e8 чёрная ладья · a7 чёрная пешка · b7 чёрная пешка · e7 чёрный конь · f7 чёрная пешка · g7 чёрный король · c6 чёрный ферзь · d6 белый конь · e6 чёрный слон · f6 чёрный конь · h6 чёрная пешка · c5 белая пешка · e5 чёрная пешка · e4 белая пешка · e3 белый слон · h3 белая пешка · a2 белая пешка · b2 белая пешка · g2 белый слон · c1 белая ладья · d1 белый ферзь · f1 белая ладья · g1 белый король | a8 чёрная ладья · e8 чёрная ладья · a7 чёрная пешка · b7 чёрная пешка · e7 чёрный конь · f7 чёрная пешка · g7 чёрный король · c6 чёрный ферзь · d6 белый конь · e6 чёрный слон · f6 чёрный конь · h6 чёрная пешка · c5 белая пешка · e5 чёрная пешка · e4 белая пешка · e3 белый слон · h3 белая пешка · a2 белая пешка · b2 белая пешка · g2 белый слон · c1 белая ладья · d1 белый ферзь · f1 белая ладья · g1 белый король | a8 чёрная ладья · e8 чёрная ладья · a7 чёрная пешка · b7 чёрная пешка · e7 чёрный конь · f7 чёрная пешка · g7 чёрный король · c6 чёрный ферзь · d6 белый конь · e6 чёрный слон · f6 чёрный конь · h6 чёрная пешка · c5 белая пешка · e5 чёрная пешка · e4 белая пешка · e3 белый слон · h3 белая пешка · a2 белая пешка · b2 белая пешка · g2 белый слон · c1 белая ладья · d1 белый ферзь · f1 белая ладья · g1 белый король | a8 чёрная ладья · e8 чёрная ладья · a7 чёрная пешка · b7 чёрная пешка · e7 чёрный конь · f7 чёрная пешка · g7 чёрный король · c6 чёрный ферзь · d6 белый конь · e6 чёрный слон · f6 чёрный конь · h6 чёрная пешка · c5 белая пешка · e5 чёрная пешка · e4 белая пешка · e3 белый слон · h3 белая пешка · a2 белая пешка · b2 белая пешка · g2 белый слон · c1 белая ладья · d1 белый ферзь · f1 белая ладья · g1 белый король | a8 чёрная ладья · e8 чёрная ладья · a7 чёрная пешка · b7 чёрная пешка · e7 чёрный конь · f7 чёрная пешка · g7 чёрный король · c6 чёрный ферзь · d6 белый конь · e6 чёрный слон · f6 чёрный конь · h6 чёрная пешка · c5 белая пешка · e5 чёрная пешка · e4 белая пешка · e3 белый слон · h3 белая пешка · a2 белая пешка · b2 белая пешка · g2 белый слон · c1 белая ладья · d1 белый ферзь · f1 белая ладья · g1 белый король | 7 |
| 6 | a8 чёрная ладья · e8 чёрная ладья · a7 чёрная пешка · b7 чёрная пешка · e7 чёрный конь · f7 чёрная пешка · g7 чёрный король · c6 чёрный ферзь · d6 белый конь · e6 чёрный слон · f6 чёрный конь · h6 чёрная пешка · c5 белая пешка · e5 чёрная пешка · e4 белая пешка · e3 белый слон · h3 белая пешка · a2 белая пешка · b2 белая пешка · g2 белый слон · c1 белая ладья · d1 белый ферзь · f1 белая ладья · g1 белый король | a8 чёрная ладья · e8 чёрная ладья · a7 чёрная пешка · b7 чёрная пешка · e7 чёрный конь · f7 чёрная пешка · g7 чёрный король · c6 чёрный ферзь · d6 белый конь · e6 чёрный слон · f6 чёрный конь · h6 чёрная пешка · c5 белая пешка · e5 чёрная пешка · e4 белая пешка · e3 белый слон · h3 белая пешка · a2 белая пешка · b2 белая пешка · g2 белый слон · c1 белая ладья · d1 белый ферзь · f1 белая ладья · g1 белый король | a8 чёрная ладья · e8 чёрная ладья · a7 чёрная пешка · b7 чёрная пешка · e7 чёрный конь · f7 чёрная пешка · g7 чёрный король · c6 чёрный ферзь · d6 белый конь · e6 чёрный слон · f6 чёрный конь · h6 чёрная пешка · c5 белая пешка · e5 чёрная пешка · e4 белая пешка · e3 белый слон · h3 белая пешка · a2 белая пешка · b2 белая пешка · g2 белый слон · c1 белая ладья · d1 белый ферзь · f1 белая ладья · g1 белый король | a8 чёрная ладья · e8 чёрная ладья · a7 чёрная пешка · b7 чёрная пешка · e7 чёрный конь · f7 чёрная пешка · g7 чёрный король · c6 чёрный ферзь · d6 белый конь · e6 чёрный слон · f6 чёрный конь · h6 чёрная пешка · c5 белая пешка · e5 чёрная пешка · e4 белая пешка · e3 белый слон · h3 белая пешка · a2 белая пешка · b2 белая пешка · g2 белый слон · c1 белая ладья · d1 белый ферзь · f1 белая ладья · g1 белый король | a8 чёрная ладья · e8 чёрная ладья · a7 чёрная пешка · b7 чёрная пешка · e7 чёрный конь · f7 чёрная пешка · g7 чёрный король · c6 чёрный ферзь · d6 белый конь · e6 чёрный слон · f6 чёрный конь · h6 чёрная пешка · c5 белая пешка · e5 чёрная пешка · e4 белая пешка · e3 белый слон · h3 белая пешка · a2 белая пешка · b2 белая пешка · g2 белый слон · c1 белая ладья · d1 белый ферзь · f1 белая ладья · g1 белый король | a8 чёрная ладья · e8 чёрная ладья · a7 чёрная пешка · b7 чёрная пешка · e7 чёрный конь · f7 чёрная пешка · g7 чёрный король · c6 чёрный ферзь · d6 белый конь · e6 чёрный слон · f6 чёрный конь · h6 чёрная пешка · c5 белая пешка · e5 чёрная пешка · e4 белая пешка · e3 белый слон · h3 белая пешка · a2 белая пешка · b2 белая пешка · g2 белый слон · c1 белая ладья · d1 белый ферзь · f1 белая ладья · g1 белый король | a8 чёрная ладья · e8 чёрная ладья · a7 чёрная пешка · b7 чёрная пешка · e7 чёрный конь · f7 чёрная пешка · g7 чёрный король · c6 чёрный ферзь · d6 белый конь · e6 чёрный слон · f6 чёрный конь · h6 чёрная пешка · c5 белая пешка · e5 чёрная пешка · e4 белая пешка · e3 белый слон · h3 белая пешка · a2 белая пешка · b2 белая пешка · g2 белый слон · c1 белая ладья · d1 белый ферзь · f1 белая ладья · g1 белый король | a8 чёрная ладья · e8 чёрная ладья · a7 чёрная пешка · b7 чёрная пешка · e7 чёрный конь · f7 чёрная пешка · g7 чёрный король · c6 чёрный ферзь · d6 белый конь · e6 чёрный слон · f6 чёрный конь · h6 чёрная пешка · c5 белая пешка · e5 чёрная пешка · e4 белая пешка · e3 белый слон · h3 белая пешка · a2 белая пешка · b2 белая пешка · g2 белый слон · c1 белая ладья · d1 белый ферзь · f1 белая ладья · g1 белый король | 6 |
| 5 | a8 чёрная ладья · e8 чёрная ладья · a7 чёрная пешка · b7 чёрная пешка · e7 чёрный конь · f7 чёрная пешка · g7 чёрный король · c6 чёрный ферзь · d6 белый конь · e6 чёрный слон · f6 чёрный конь · h6 чёрная пешка · c5 белая пешка · e5 чёрная пешка · e4 белая пешка · e3 белый слон · h3 белая пешка · a2 белая пешка · b2 белая пешка · g2 белый слон · c1 белая ладья · d1 белый ферзь · f1 белая ладья · g1 белый король | a8 чёрная ладья · e8 чёрная ладья · a7 чёрная пешка · b7 чёрная пешка · e7 чёрный конь · f7 чёрная пешка · g7 чёрный король · c6 чёрный ферзь · d6 белый конь · e6 чёрный слон · f6 чёрный конь · h6 чёрная пешка · c5 белая пешка · e5 чёрная пешка · e4 белая пешка · e3 белый слон · h3 белая пешка · a2 белая пешка · b2 белая пешка · g2 белый слон · c1 белая ладья · d1 белый ферзь · f1 белая ладья · g1 белый король | a8 чёрная ладья · e8 чёрная ладья · a7 чёрная пешка · b7 чёрная пешка · e7 чёрный конь · f7 чёрная пешка · g7 чёрный король · c6 чёрный ферзь · d6 белый конь · e6 чёрный слон · f6 чёрный конь · h6 чёрная пешка · c5 белая пешка · e5 чёрная пешка · e4 белая пешка · e3 белый слон · h3 белая пешка · a2 белая пешка · b2 белая пешка · g2 белый слон · c1 белая ладья · d1 белый ферзь · f1 белая ладья · g1 белый король | a8 чёрная ладья · e8 чёрная ладья · a7 чёрная пешка · b7 чёрная пешка · e7 чёрный конь · f7 чёрная пешка · g7 чёрный король · c6 чёрный ферзь · d6 белый конь · e6 чёрный слон · f6 чёрный конь · h6 чёрная пешка · c5 белая пешка · e5 чёрная пешка · e4 белая пешка · e3 белый слон · h3 белая пешка · a2 белая пешка · b2 белая пешка · g2 белый слон · c1 белая ладья · d1 белый ферзь · f1 белая ладья · g1 белый король | a8 чёрная ладья · e8 чёрная ладья · a7 чёрная пешка · b7 чёрная пешка · e7 чёрный конь · f7 чёрная пешка · g7 чёрный король · c6 чёрный ферзь · d6 белый конь · e6 чёрный слон · f6 чёрный конь · h6 чёрная пешка · c5 белая пешка · e5 чёрная пешка · e4 белая пешка · e3 белый слон · h3 белая пешка · a2 белая пешка · b2 белая пешка · g2 белый слон · c1 белая ладья · d1 белый ферзь · f1 белая ладья · g1 белый король | a8 чёрная ладья · e8 чёрная ладья · a7 чёрная пешка · b7 чёрная пешка · e7 чёрный конь · f7 чёрная пешка · g7 чёрный король · c6 чёрный ферзь · d6 белый конь · e6 чёрный слон · f6 чёрный конь · h6 чёрная пешка · c5 белая пешка · e5 чёрная пешка · e4 белая пешка · e3 белый слон · h3 белая пешка · a2 белая пешка · b2 белая пешка · g2 белый слон · c1 белая ладья · d1 белый ферзь · f1 белая ладья · g1 белый король | a8 чёрная ладья · e8 чёрная ладья · a7 чёрная пешка · b7 чёрная пешка · e7 чёрный конь · f7 чёрная пешка · g7 чёрный король · c6 чёрный ферзь · d6 белый конь · e6 чёрный слон · f6 чёрный конь · h6 чёрная пешка · c5 белая пешка · e5 чёрная пешка · e4 белая пешка · e3 белый слон · h3 белая пешка · a2 белая пешка · b2 белая пешка · g2 белый слон · c1 белая ладья · d1 белый ферзь · f1 белая ладья · g1 белый король | a8 чёрная ладья · e8 чёрная ладья · a7 чёрная пешка · b7 чёрная пешка · e7 чёрный конь · f7 чёрная пешка · g7 чёрный король · c6 чёрный ферзь · d6 белый конь · e6 чёрный слон · f6 чёрный конь · h6 чёрная пешка · c5 белая пешка · e5 чёрная пешка · e4 белая пешка · e3 белый слон · h3 белая пешка · a2 белая пешка · b2 белая пешка · g2 белый слон · c1 белая ладья · d1 белый ферзь · f1 белая ладья · g1 белый король | 5 |
| 4 | a8 чёрная ладья · e8 чёрная ладья · a7 чёрная пешка · b7 чёрная пешка · e7 чёрный конь · f7 чёрная пешка · g7 чёрный король · c6 чёрный ферзь · d6 белый конь · e6 чёрный слон · f6 чёрный конь · h6 чёрная пешка · c5 белая пешка · e5 чёрная пешка · e4 белая пешка · e3 белый слон · h3 белая пешка · a2 белая пешка · b2 белая пешка · g2 белый слон · c1 белая ладья · d1 белый ферзь · f1 белая ладья · g1 белый король | a8 чёрная ладья · e8 чёрная ладья · a7 чёрная пешка · b7 чёрная пешка · e7 чёрный конь · f7 чёрная пешка · g7 чёрный король · c6 чёрный ферзь · d6 белый конь · e6 чёрный слон · f6 чёрный конь · h6 чёрная пешка · c5 белая пешка · e5 чёрная пешка · e4 белая пешка · e3 белый слон · h3 белая пешка · a2 белая пешка · b2 белая пешка · g2 белый слон · c1 белая ладья · d1 белый ферзь · f1 белая ладья · g1 белый король | a8 чёрная ладья · e8 чёрная ладья · a7 чёрная пешка · b7 чёрная пешка · e7 чёрный конь · f7 чёрная пешка · g7 чёрный король · c6 чёрный ферзь · d6 белый конь · e6 чёрный слон · f6 чёрный конь · h6 чёрная пешка · c5 белая пешка · e5 чёрная пешка · e4 белая пешка · e3 белый слон · h3 белая пешка · a2 белая пешка · b2 белая пешка · g2 белый слон · c1 белая ладья · d1 белый ферзь · f1 белая ладья · g1 белый король | a8 чёрная ладья · e8 чёрная ладья · a7 чёрная пешка · b7 чёрная пешка · e7 чёрный конь · f7 чёрная пешка · g7 чёрный король · c6 чёрный ферзь · d6 белый конь · e6 чёрный слон · f6 чёрный конь · h6 чёрная пешка · c5 белая пешка · e5 чёрная пешка · e4 белая пешка · e3 белый слон · h3 белая пешка · a2 белая пешка · b2 белая пешка · g2 белый слон · c1 белая ладья · d1 белый ферзь · f1 белая ладья · g1 белый король | a8 чёрная ладья · e8 чёрная ладья · a7 чёрная пешка · b7 чёрная пешка · e7 чёрный конь · f7 чёрная пешка · g7 чёрный король · c6 чёрный ферзь · d6 белый конь · e6 чёрный слон · f6 чёрный конь · h6 чёрная пешка · c5 белая пешка · e5 чёрная пешка · e4 белая пешка · e3 белый слон · h3 белая пешка · a2 белая пешка · b2 белая пешка · g2 белый слон · c1 белая ладья · d1 белый ферзь · f1 белая ладья · g1 белый король | a8 чёрная ладья · e8 чёрная ладья · a7 чёрная пешка · b7 чёрная пешка · e7 чёрный конь · f7 чёрная пешка · g7 чёрный король · c6 чёрный ферзь · d6 белый конь · e6 чёрный слон · f6 чёрный конь · h6 чёрная пешка · c5 белая пешка · e5 чёрная пешка · e4 белая пешка · e3 белый слон · h3 белая пешка · a2 белая пешка · b2 белая пешка · g2 белый слон · c1 белая ладья · d1 белый ферзь · f1 белая ладья · g1 белый король | a8 чёрная ладья · e8 чёрная ладья · a7 чёрная пешка · b7 чёрная пешка · e7 чёрный конь · f7 чёрная пешка · g7 чёрный король · c6 чёрный ферзь · d6 белый конь · e6 чёрный слон · f6 чёрный конь · h6 чёрная пешка · c5 белая пешка · e5 чёрная пешка · e4 белая пешка · e3 белый слон · h3 белая пешка · a2 белая пешка · b2 белая пешка · g2 белый слон · c1 белая ладья · d1 белый ферзь · f1 белая ладья · g1 белый король | a8 чёрная ладья · e8 чёрная ладья · a7 чёрная пешка · b7 чёрная пешка · e7 чёрный конь · f7 чёрная пешка · g7 чёрный король · c6 чёрный ферзь · d6 белый конь · e6 чёрный слон · f6 чёрный конь · h6 чёрная пешка · c5 белая пешка · e5 чёрная пешка · e4 белая пешка · e3 белый слон · h3 белая пешка · a2 белая пешка · b2 белая пешка · g2 белый слон · c1 белая ладья · d1 белый ферзь · f1 белая ладья · g1 белый король | 4 |
| 3 | a8 чёрная ладья · e8 чёрная ладья · a7 чёрная пешка · b7 чёрная пешка · e7 чёрный конь · f7 чёрная пешка · g7 чёрный король · c6 чёрный ферзь · d6 белый конь · e6 чёрный слон · f6 чёрный конь · h6 чёрная пешка · c5 белая пешка · e5 чёрная пешка · e4 белая пешка · e3 белый слон · h3 белая пешка · a2 белая пешка · b2 белая пешка · g2 белый слон · c1 белая ладья · d1 белый ферзь · f1 белая ладья · g1 белый король | a8 чёрная ладья · e8 чёрная ладья · a7 чёрная пешка · b7 чёрная пешка · e7 чёрный конь · f7 чёрная пешка · g7 чёрный король · c6 чёрный ферзь · d6 белый конь · e6 чёрный слон · f6 чёрный конь · h6 чёрная пешка · c5 белая пешка · e5 чёрная пешка · e4 белая пешка · e3 белый слон · h3 белая пешка · a2 белая пешка · b2 белая пешка · g2 белый слон · c1 белая ладья · d1 белый ферзь · f1 белая ладья · g1 белый король | a8 чёрная ладья · e8 чёрная ладья · a7 чёрная пешка · b7 чёрная пешка · e7 чёрный конь · f7 чёрная пешка · g7 чёрный король · c6 чёрный ферзь · d6 белый конь · e6 чёрный слон · f6 чёрный конь · h6 чёрная пешка · c5 белая пешка · e5 чёрная пешка · e4 белая пешка · e3 белый слон · h3 белая пешка · a2 белая пешка · b2 белая пешка · g2 белый слон · c1 белая ладья · d1 белый ферзь · f1 белая ладья · g1 белый король | a8 чёрная ладья · e8 чёрная ладья · a7 чёрная пешка · b7 чёрная пешка · e7 чёрный конь · f7 чёрная пешка · g7 чёрный король · c6 чёрный ферзь · d6 белый конь · e6 чёрный слон · f6 чёрный конь · h6 чёрная пешка · c5 белая пешка · e5 чёрная пешка · e4 белая пешка · e3 белый слон · h3 белая пешка · a2 белая пешка · b2 белая пешка · g2 белый слон · c1 белая ладья · d1 белый ферзь · f1 белая ладья · g1 белый король | a8 чёрная ладья · e8 чёрная ладья · a7 чёрная пешка · b7 чёрная пешка · e7 чёрный конь · f7 чёрная пешка · g7 чёрный король · c6 чёрный ферзь · d6 белый конь · e6 чёрный слон · f6 чёрный конь · h6 чёрная пешка · c5 белая пешка · e5 чёрная пешка · e4 белая пешка · e3 белый слон · h3 белая пешка · a2 белая пешка · b2 белая пешка · g2 белый слон · c1 белая ладья · d1 белый ферзь · f1 белая ладья · g1 белый король | a8 чёрная ладья · e8 чёрная ладья · a7 чёрная пешка · b7 чёрная пешка · e7 чёрный конь · f7 чёрная пешка · g7 чёрный король · c6 чёрный ферзь · d6 белый конь · e6 чёрный слон · f6 чёрный конь · h6 чёрная пешка · c5 белая пешка · e5 чёрная пешка · e4 белая пешка · e3 белый слон · h3 белая пешка · a2 белая пешка · b2 белая пешка · g2 белый слон · c1 белая ладья · d1 белый ферзь · f1 белая ладья · g1 белый король | a8 чёрная ладья · e8 чёрная ладья · a7 чёрная пешка · b7 чёрная пешка · e7 чёрный конь · f7 чёрная пешка · g7 чёрный король · c6 чёрный ферзь · d6 белый конь · e6 чёрный слон · f6 чёрный конь · h6 чёрная пешка · c5 белая пешка · e5 чёрная пешка · e4 белая пешка · e3 белый слон · h3 белая пешка · a2 белая пешка · b2 белая пешка · g2 белый слон · c1 белая ладья · d1 белый ферзь · f1 белая ладья · g1 белый король | a8 чёрная ладья · e8 чёрная ладья · a7 чёрная пешка · b7 чёрная пешка · e7 чёрный конь · f7 чёрная пешка · g7 чёрный король · c6 чёрный ферзь · d6 белый конь · e6 чёрный слон · f6 чёрный конь · h6 чёрная пешка · c5 белая пешка · e5 чёрная пешка · e4 белая пешка · e3 белый слон · h3 белая пешка · a2 белая пешка · b2 белая пешка · g2 белый слон · c1 белая ладья · d1 белый ферзь · f1 белая ладья · g1 белый король | 3 |
| 2 | a8 чёрная ладья · e8 чёрная ладья · a7 чёрная пешка · b7 чёрная пешка · e7 чёрный конь · f7 чёрная пешка · g7 чёрный король · c6 чёрный ферзь · d6 белый конь · e6 чёрный слон · f6 чёрный конь · h6 чёрная пешка · c5 белая пешка · e5 чёрная пешка · e4 белая пешка · e3 белый слон · h3 белая пешка · a2 белая пешка · b2 белая пешка · g2 белый слон · c1 белая ладья · d1 белый ферзь · f1 белая ладья · g1 белый король | a8 чёрная ладья · e8 чёрная ладья · a7 чёрная пешка · b7 чёрная пешка · e7 чёрный конь · f7 чёрная пешка · g7 чёрный король · c6 чёрный ферзь · d6 белый конь · e6 чёрный слон · f6 чёрный конь · h6 чёрная пешка · c5 белая пешка · e5 чёрная пешка · e4 белая пешка · e3 белый слон · h3 белая пешка · a2 белая пешка · b2 белая пешка · g2 белый слон · c1 белая ладья · d1 белый ферзь · f1 белая ладья · g1 белый король | a8 чёрная ладья · e8 чёрная ладья · a7 чёрная пешка · b7 чёрная пешка · e7 чёрный конь · f7 чёрная пешка · g7 чёрный король · c6 чёрный ферзь · d6 белый конь · e6 чёрный слон · f6 чёрный конь · h6 чёрная пешка · c5 белая пешка · e5 чёрная пешка · e4 белая пешка · e3 белый слон · h3 белая пешка · a2 белая пешка · b2 белая пешка · g2 белый слон · c1 белая ладья · d1 белый ферзь · f1 белая ладья · g1 белый король | a8 чёрная ладья · e8 чёрная ладья · a7 чёрная пешка · b7 чёрная пешка · e7 чёрный конь · f7 чёрная пешка · g7 чёрный король · c6 чёрный ферзь · d6 белый конь · e6 чёрный слон · f6 чёрный конь · h6 чёрная пешка · c5 белая пешка · e5 чёрная пешка · e4 белая пешка · e3 белый слон · h3 белая пешка · a2 белая пешка · b2 белая пешка · g2 белый слон · c1 белая ладья · d1 белый ферзь · f1 белая ладья · g1 белый король | a8 чёрная ладья · e8 чёрная ладья · a7 чёрная пешка · b7 чёрная пешка · e7 чёрный конь · f7 чёрная пешка · g7 чёрный король · c6 чёрный ферзь · d6 белый конь · e6 чёрный слон · f6 чёрный конь · h6 чёрная пешка · c5 белая пешка · e5 чёрная пешка · e4 белая пешка · e3 белый слон · h3 белая пешка · a2 белая пешка · b2 белая пешка · g2 белый слон · c1 белая ладья · d1 белый ферзь · f1 белая ладья · g1 белый король | a8 чёрная ладья · e8 чёрная ладья · a7 чёрная пешка · b7 чёрная пешка · e7 чёрный конь · f7 чёрная пешка · g7 чёрный король · c6 чёрный ферзь · d6 белый конь · e6 чёрный слон · f6 чёрный конь · h6 чёрная пешка · c5 белая пешка · e5 чёрная пешка · e4 белая пешка · e3 белый слон · h3 белая пешка · a2 белая пешка · b2 белая пешка · g2 белый слон · c1 белая ладья · d1 белый ферзь · f1 белая ладья · g1 белый король | a8 чёрная ладья · e8 чёрная ладья · a7 чёрная пешка · b7 чёрная пешка · e7 чёрный конь · f7 чёрная пешка · g7 чёрный король · c6 чёрный ферзь · d6 белый конь · e6 чёрный слон · f6 чёрный конь · h6 чёрная пешка · c5 белая пешка · e5 чёрная пешка · e4 белая пешка · e3 белый слон · h3 белая пешка · a2 белая пешка · b2 белая пешка · g2 белый слон · c1 белая ладья · d1 белый ферзь · f1 белая ладья · g1 белый король | a8 чёрная ладья · e8 чёрная ладья · a7 чёрная пешка · b7 чёрная пешка · e7 чёрный конь · f7 чёрная пешка · g7 чёрный король · c6 чёрный ферзь · d6 белый конь · e6 чёрный слон · f6 чёрный конь · h6 чёрная пешка · c5 белая пешка · e5 чёрная пешка · e4 белая пешка · e3 белый слон · h3 белая пешка · a2 белая пешка · b2 белая пешка · g2 белый слон · c1 белая ладья · d1 белый ферзь · f1 белая ладья · g1 белый король | 2 |
| 1 | a8 чёрная ладья · e8 чёрная ладья · a7 чёрная пешка · b7 чёрная пешка · e7 чёрный конь · f7 чёрная пешка · g7 чёрный король · c6 чёрный ферзь · d6 белый конь · e6 чёрный слон · f6 чёрный конь · h6 чёрная пешка · c5 белая пешка · e5 чёрная пешка · e4 белая пешка · e3 белый слон · h3 белая пешка · a2 белая пешка · b2 белая пешка · g2 белый слон · c1 белая ладья · d1 белый ферзь · f1 белая ладья · g1 белый король | a8 чёрная ладья · e8 чёрная ладья · a7 чёрная пешка · b7 чёрная пешка · e7 чёрный конь · f7 чёрная пешка · g7 чёрный король · c6 чёрный ферзь · d6 белый конь · e6 чёрный слон · f6 чёрный конь · h6 чёрная пешка · c5 белая пешка · e5 чёрная пешка · e4 белая пешка · e3 белый слон · h3 белая пешка · a2 белая пешка · b2 белая пешка · g2 белый слон · c1 белая ладья · d1 белый ферзь · f1 белая ладья · g1 белый король | a8 чёрная ладья · e8 чёрная ладья · a7 чёрная пешка · b7 чёрная пешка · e7 чёрный конь · f7 чёрная пешка · g7 чёрный король · c6 чёрный ферзь · d6 белый конь · e6 чёрный слон · f6 чёрный конь · h6 чёрная пешка · c5 белая пешка · e5 чёрная пешка · e4 белая пешка · e3 белый слон · h3 белая пешка · a2 белая пешка · b2 белая пешка · g2 белый слон · c1 белая ладья · d1 белый ферзь · f1 белая ладья · g1 белый король | a8 чёрная ладья · e8 чёрная ладья · a7 чёрная пешка · b7 чёрная пешка · e7 чёрный конь · f7 чёрная пешка · g7 чёрный король · c6 чёрный ферзь · d6 белый конь · e6 чёрный слон · f6 чёрный конь · h6 чёрная пешка · c5 белая пешка · e5 чёрная пешка · e4 белая пешка · e3 белый слон · h3 белая пешка · a2 белая пешка · b2 белая пешка · g2 белый слон · c1 белая ладья · d1 белый ферзь · f1 белая ладья · g1 белый король | a8 чёрная ладья · e8 чёрная ладья · a7 чёрная пешка · b7 чёрная пешка · e7 чёрный конь · f7 чёрная пешка · g7 чёрный король · c6 чёрный ферзь · d6 белый конь · e6 чёрный слон · f6 чёрный конь · h6 чёрная пешка · c5 белая пешка · e5 чёрная пешка · e4 белая пешка · e3 белый слон · h3 белая пешка · a2 белая пешка · b2 белая пешка · g2 белый слон · c1 белая ладья · d1 белый ферзь · f1 белая ладья · g1 белый король | a8 чёрная ладья · e8 чёрная ладья · a7 чёрная пешка · b7 чёрная пешка · e7 чёрный конь · f7 чёрная пешка · g7 чёрный король · c6 чёрный ферзь · d6 белый конь · e6 чёрный слон · f6 чёрный конь · h6 чёрная пешка · c5 белая пешка · e5 чёрная пешка · e4 белая пешка · e3 белый слон · h3 белая пешка · a2 белая пешка · b2 белая пешка · g2 белый слон · c1 белая ладья · d1 белый ферзь · f1 белая ладья · g1 белый король | a8 чёрная ладья · e8 чёрная ладья · a7 чёрная пешка · b7 чёрная пешка · e7 чёрный конь · f7 чёрная пешка · g7 чёрный король · c6 чёрный ферзь · d6 белый конь · e6 чёрный слон · f6 чёрный конь · h6 чёрная пешка · c5 белая пешка · e5 чёрная пешка · e4 белая пешка · e3 белый слон · h3 белая пешка · a2 белая пешка · b2 белая пешка · g2 белый слон · c1 белая ладья · d1 белый ферзь · f1 белая ладья · g1 белый король | a8 чёрная ладья · e8 чёрная ладья · a7 чёрная пешка · b7 чёрная пешка · e7 чёрный конь · f7 чёрная пешка · g7 чёрный король · c6 чёрный ферзь · d6 белый конь · e6 чёрный слон · f6 чёрный конь · h6 чёрная пешка · c5 белая пешка · e5 чёрная пешка · e4 белая пешка · e3 белый слон · h3 белая пешка · a2 белая пешка · b2 белая пешка · g2 белый слон · c1 белая ладья · d1 белый ферзь · f1 белая ладья · g1 белый король | 1 |
|   | a | b | c | d | e | f | g | h |   |

1.Kf3 Kf6 2.c4 d6 3.d4 Kbd7 4.g3 e5 5.Cg2 Ce7 6.0—0 0—0 7.Kc3 c6 8.e4 Фс7 9.h3 Ле8 10.Ce3 Kf8 11.Лс1 h6 12.d5 Cd7 13.Kd2 g5 14.f4 gf 15.gf Kpg7 16.fe de 17.c5 cd 18.K:d5 Фс6 19.Kc4 Kg6 20.Kd6 Ce6 21.K:e7 K:e7
(см. диаграмму)
22.Л:f6 Kp: f6 23.Фһ5 Kg6 24.Kf5 Лg8 25.Ф:h6 C:a2 26.Лd1 Лаd8 27.Фg5+ Kpe6 28.Л:d8 f6 29.Л:g8 Kf4 30.Фg7, 1 : 0

## Таблица турнира
| №  | Участник                     | Страна       | 1 | 2 | 3 | 4 | 5 | 6 | 7 | 8 | 9 | 10 | 11 | 12 | 13 | 14 | 15 |  | + | = | − | Очки | Место |
| -- | ---------------------------- | ------------ | - | - | - | - | - | - | - | - | - | -- | -- | -- | -- | -- | -- |  | - | - | - | ---- | ----- |
| 1  | Михаил Ботвинник             | СССР         |   | ½ | ½ | ½ | ½ | ½ | ½ | ½ | 1 | 1  | 1  | 1  | 1  | 1  | ½  |  | 6 | 8 | 0 | 10   | 1—2   |
| 2  | Хосе Рауль Капабланка        | Куба         | ½ |   | ½ | ½ | 1 | 1 | 0 | ½ | 1 | ½  | ½  | 1  | 1  | 1  | 1  |  | 7 | 6 | 1 | 10   | 1—2   |
| 3  | Макс Эйве                    | Нидерланды   | ½ | ½ |   | ½ | 1 | 0 | ½ | 0 | 1 | ½  | 1  | 1  | 1  | 1  | 1  |  | 7 | 5 | 2 | 9½   | 3—5   |
| 4  | Ройбен Файн                  | США          | ½ | ½ | ½ |   | ½ | ½ | ½ | 1 | ½ | 1  | ½  | 1  | 1  | ½  | 1  |  | 5 | 9 | 0 | 9½   | 3—5   |
| 5  | Самуэль Решевский            | США          | ½ | 0 | 0 | ½ |   | 1 | ½ | 1 | 1 | 1  | ½  | 1  | 1  | 1  | ½  |  | 7 | 5 | 2 | 9½   | 3—5   |
| 6  | Александр Алехин             | Франция      | ½ | 0 | 1 | ½ | 0 |   | 1 | ½ | ½ | 1  | 1  | ½  | 1  | ½  | 1  |  | 6 | 6 | 2 | 9    | 6     |
| 7  | Саломон Флор                 | Чехословакия | ½ | 1 | ½ | ½ | ½ | 0 |   | 1 | 1 | 1  | ½  | 0  | 0  | 1  | 1  |  | 6 | 5 | 3 | 8½   | 7—8   |
| 8  | Эмануил Ласкер               | СССР         | ½ | ½ | 1 | 0 | 0 | ½ | 0 |   | ½ | 1  | ½  | 1  | 1  | 1  | 1  |  | 6 | 5 | 3 | 8½   | 7—8   |
| 9  | Милан Видмар                 | Югославия    | 0 | 0 | 0 | ½ | 0 | ½ | 0 | ½ |   | 1  | ½  | ½  | 1  | ½  | 1  |  | 3 | 6 | 5 | 6    | 9     |
| 10 | Ефим Боголюбов               | Германия     | 0 | ½ | ½ | 0 | 0 | 0 | 0 | 0 | 0 |    | ½  | 1  | 1  | 1  | 1  |  | 4 | 3 | 7 | 5½   | 10—11 |
| 11 | Савелий Тартаковер           | Польша       | 0 | ½ | 0 | ½ | ½ | 0 | ½ | ½ | ½ | ½  |    | 0  | 0  | 1  | 1  |  | 2 | 7 | 5 | 5½   | 10—11 |
| 12 | Теодор Тайлор                | Англия       | 0 | 0 | 0 | 0 | 0 | ½ | 1 | 0 | ½ | 0  | 1  |    | ½  | ½  | ½  |  | 2 | 5 | 7 | 4½   | 12    |
| 13 | Конел Хью О'Донел Александер | Англия       | 0 | 0 | 0 | 0 | 0 | 0 | 1 | 0 | 0 | 0  | 1  | ½  |    | ½  | ½  |  | 2 | 3 | 9 | 3½   | 13    |
| 14 | Джордж Алан Томас            | Англия       | 0 | 0 | 0 | ½ | 0 | ½ | 0 | 0 | ½ | 0  | 0  | ½  | ½  |    | ½  |  | 0 | 6 | 8 | 3    | 14    |
| 15 | Уильям Уинтер                | Англия       | ½ | 0 | 0 | 0 | ½ | 0 | 0 | 0 | 0 | 0  | 0  | ½  | ½  | ½  |    |  | 0 | 5 | 9 | 2½   | 15    |